# St. Trinitatis (Roßla)

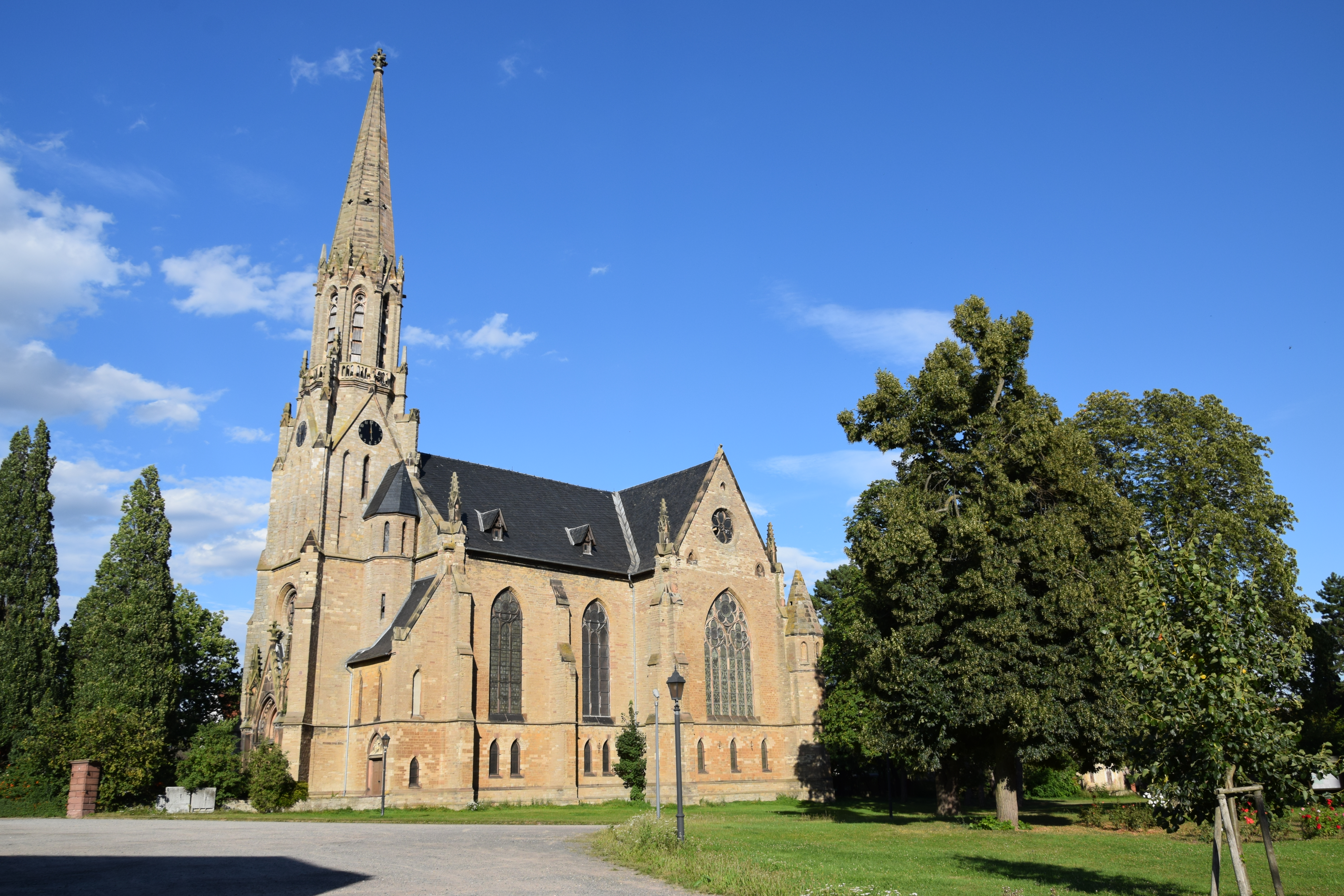
Trinitatiskirche, 2016

St. Trinitatis ist eine denkmalgeschützte evangelische Kirche in Roßla in der Gemeinde Südharz in Sachsen-Anhalt.
Die Kirche gehört zur Kirchengemeinde Roßla des Pfarrbereichs Roßla im Kirchenkreis Eisleben-Sömmerda der Evangelischen Kirche in Mitteldeutschland.

## Lage
Die Kirche befindet sich im Ortszentrum von Roßla an der Wilhelmstraße, nordwestlich von Schloss Roßla. Mit ihrer an einen Dom erinnernden Erscheinung ist sie weithin sichtbar und prägt so sowohl das Orts- als auch das Landschaftsbild.

## Geschichte

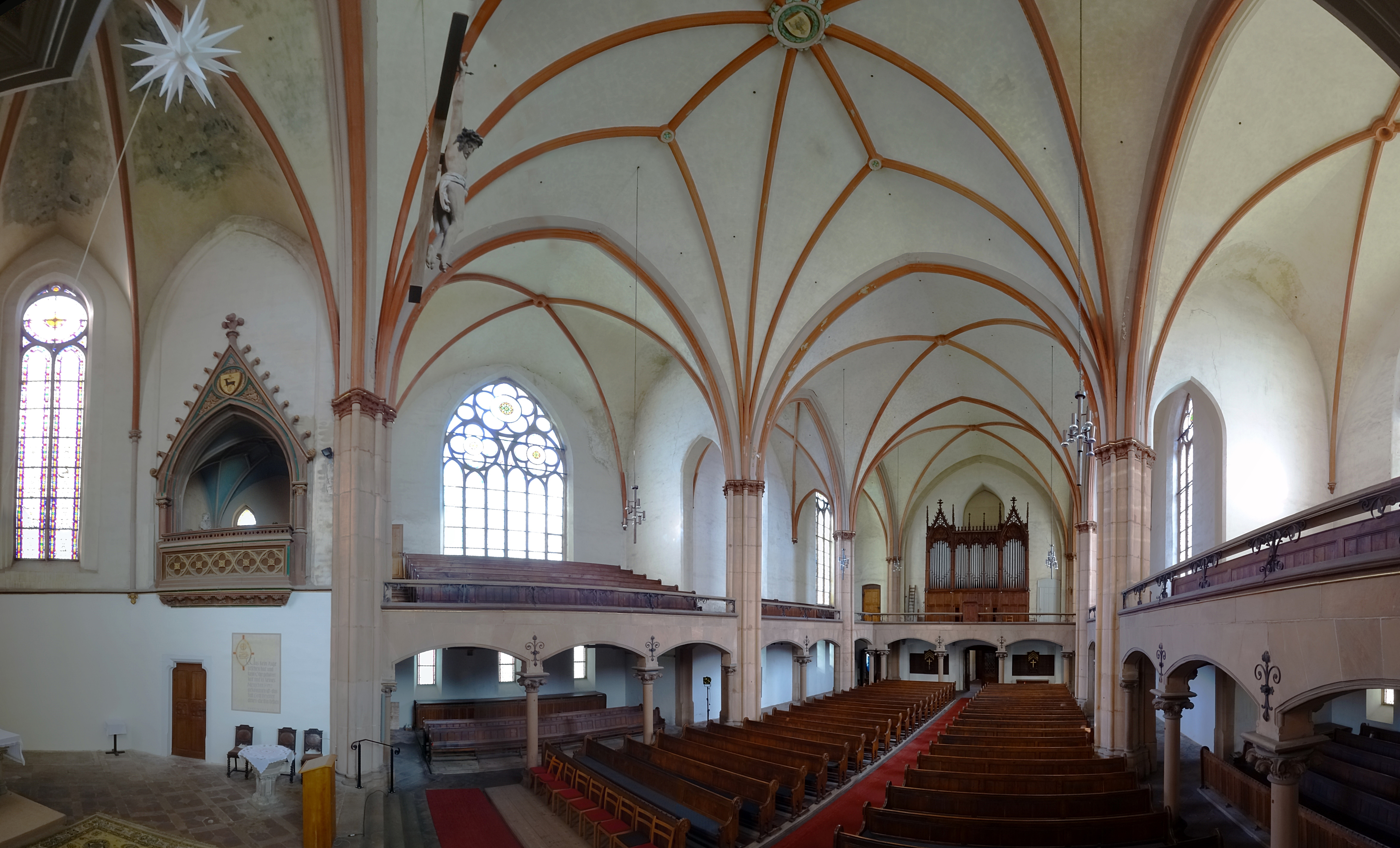
Innenansicht

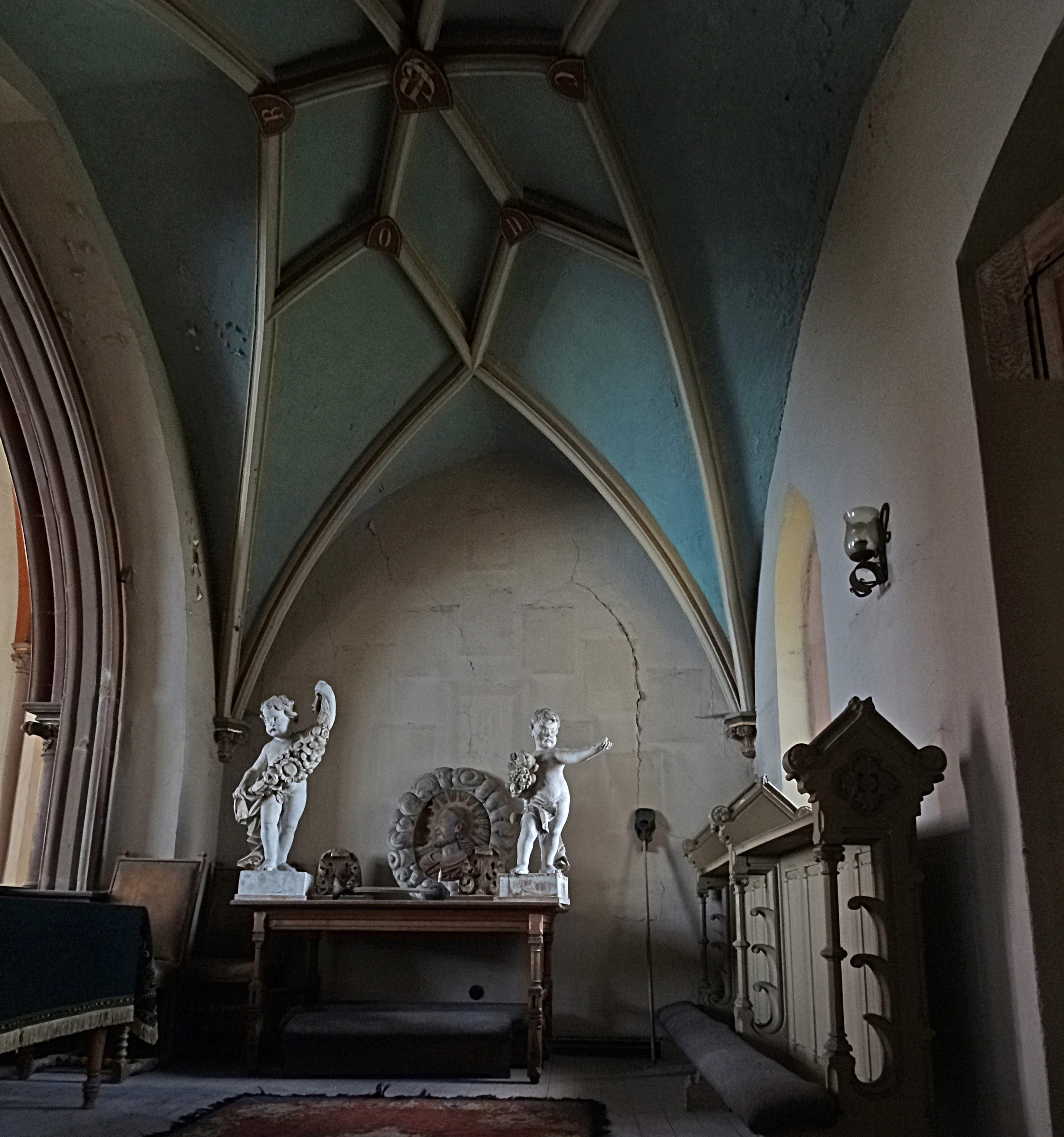
Patronatsloge

Vor Einführung der Reformation verfügte Roßla über eine St.-Burkhart-Kirche. Sie wurde nach der Reformation abgerissen und durch einen Neubau ersetzt, wobei sie weiterhin St.-Burkhart-Kirche hieß. Sie wurde beim Stadtbrand des Jahres 1659 zerstört, aber an gleicher Stelle, dem heutigen Standort des Verwaltungsamtes, bis 1689 wieder aufgebaut. 1706 wurde Roßla Residenzort, womit die Kirche zu klein wurde und erweitert werden musste. Im 19. Jahrhundert galt die Kirche unter Graf Karl zu Stolberg-Roßla vermutlich als zu wenig repräsentativ, so dass ein Neubau an heutiger Stelle geplant wurde.
Der heutige dreischiffige Kirchenbau entstand in den Jahren von 1868 bis 1873 im Stil der Neogotik. Die Grundsteinlegung erfolgte am 19. August 1868, die Einweihung der 1200 Sitzplätze umfassenden Kirche dann am 21. Oktober 1873 durch Graf Botho zu Stolberg-Roßla. Architekt des Quaderbaus war der Kölner Baumeister Ferdinand Wendeler. Insgesamt entstanden Kosten in Höhe von 64.000 Talern. Der Kirchturm des Vorgängerbaus ist erhalten, wobei dessen spitzbogige Fenster verschlossen wurden.
Eine Renovierung des Innenraums erfolgte im Jahr 1959 auf Veranlassung des Superintendenten Ernst. Sonst wurden nur kleinere Reparaturen am Dach vorgenommen. Ab dem Jahr 2002 wurden die Maßwerkfenster des Langhauses und an der südlichen Wand des Querhauses restauriert.
Seit 2010 fand eine weitere schrittweise Sanierung des Gebäudes statt. 2010 und 2011 wurde für 250.000 € der obere Teil des Kirchturms saniert. 2013 folgte für 90.000 € ein weiterer Teil des Turms. Dabei wurde auch ein Fialturm wieder hergestellt, der beim Orkan Kyrill zur Hälfte abgestürzt war. Im Jahr 2015 wurde das große Maßwerkfenster im Nordgiebel des Querhauses saniert. 2020 folgte für etwa 90.000 € der Südgiebel des Querhauses und 2021 dann der Nordgiebel, oberhalb Maßwerkfensters.

## Architektur
Die Kirche ist in Nordwest/Südost-Richtung angelegt, der auf quadratischen Grundriss errichtete Kirchturm befindet sich an der nordwestlichen Ecke. Im oberen Geschoss ist der Kirchturm achteckig ausgeführt, bekrönt wird er von einem Turmhelm. Mit 65 Metern, andere Angaben nennen 68 Meter, ist es der höchste Kirchturm im Harz. Der Turm verfügt über seitliche Anbauten.
Der Chor am südöstlichen Ende weist einen 5/8-Schluss auf. Es besteht ein Querhaus.
Im örtlichen Denkmalverzeichnis ist die Kirche seit dem 7. Dezember 1994 unter der Erfassungsnummer 094 83084 als Baudenkmal verzeichnet.

### Ausstattung

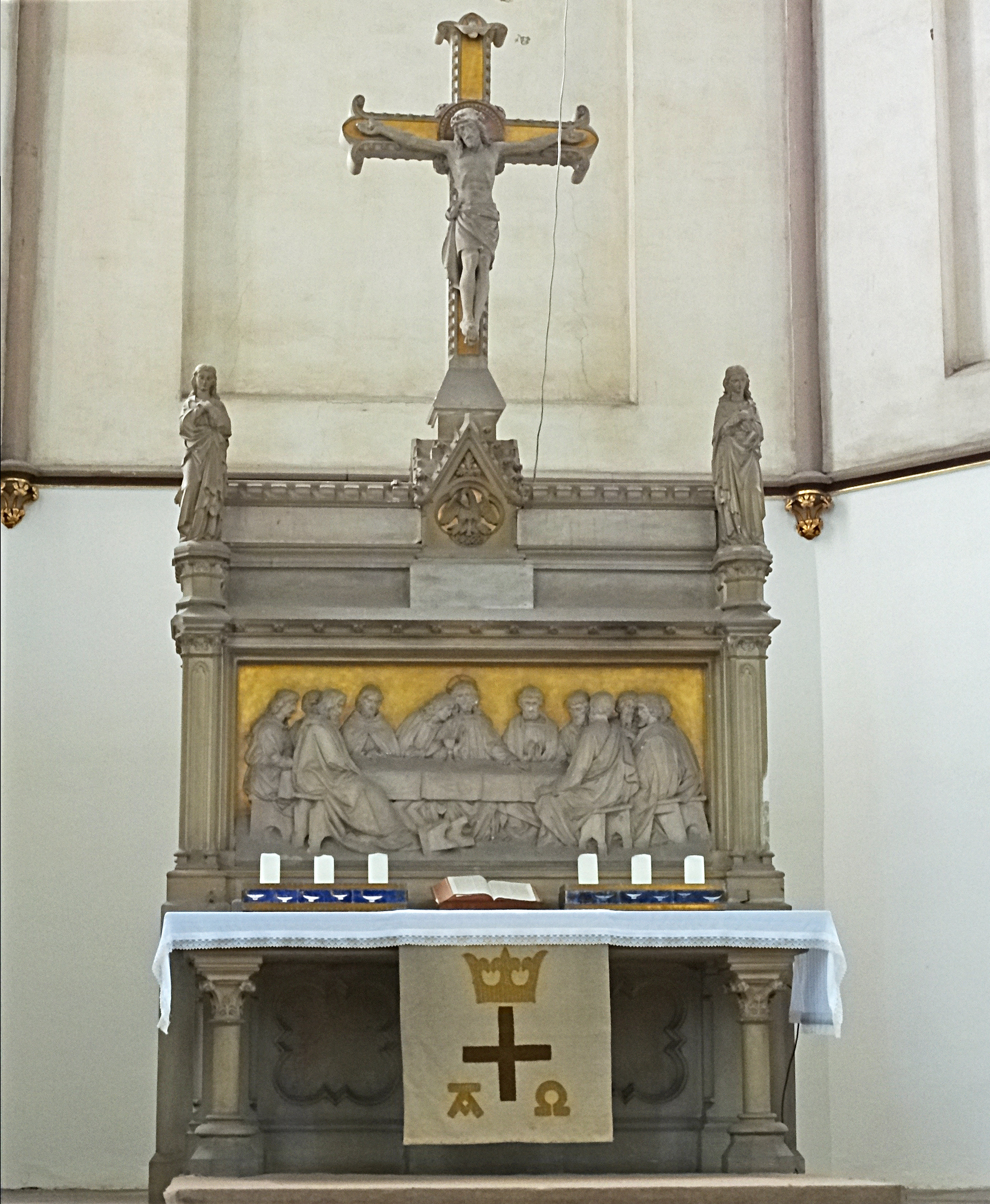
Altar

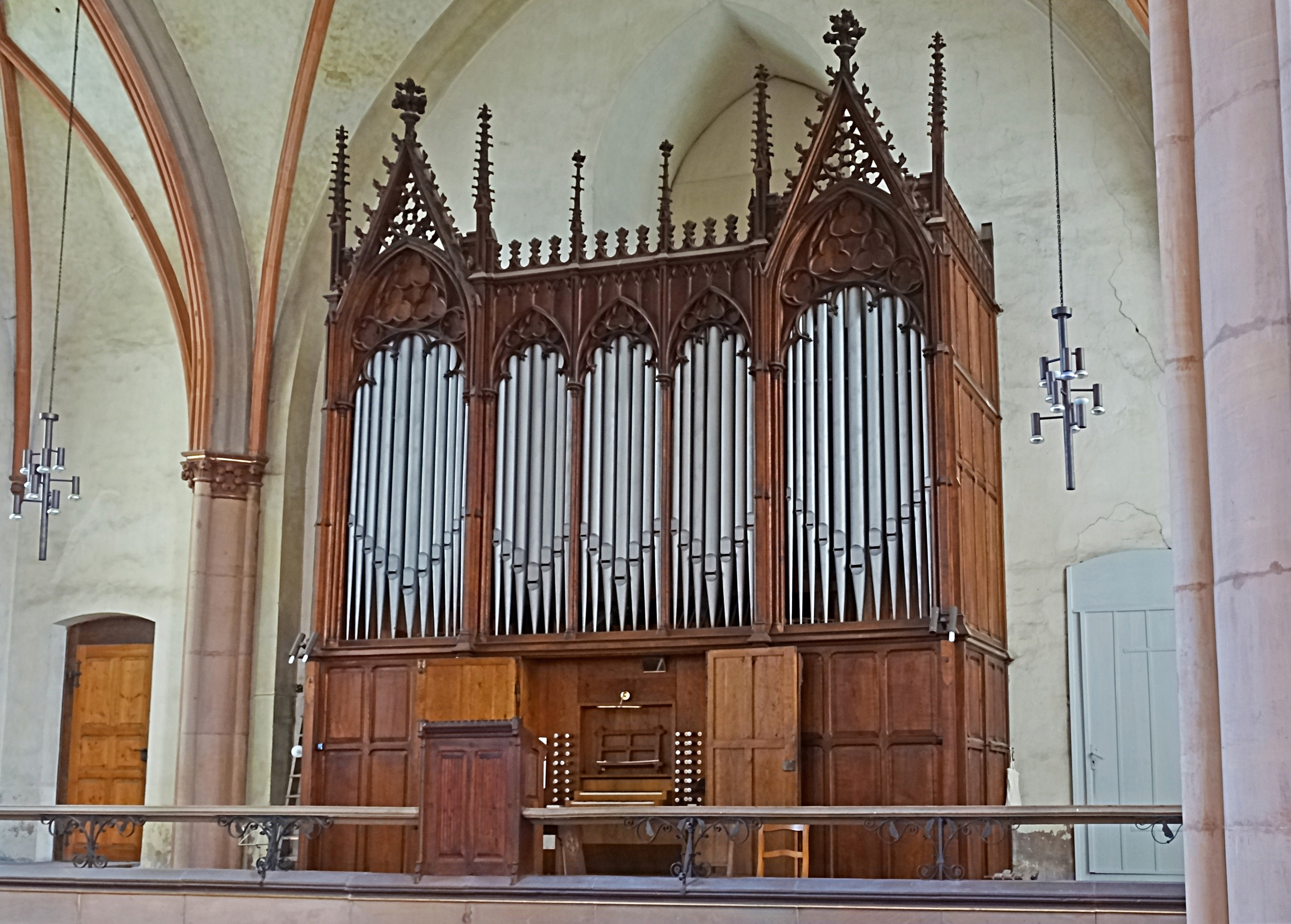
Strobel-Orgel

Im Inneren wird der Chor von einem Rippengewölbe überspannt, während in der Vierung ein Netzgewölbe besteht. Im Übrigen verfügt die Kirche über ein Kreuzgratgewölbe. Die Rundpfeiler sind weit gestellt und kantoniert. Die Kirche ist mit einer Hufeisenempore ausgestattet, oberhalb des südlichen Choranbaus ist eine Patronatsloge angeordnet.
Noch aus der Bauzeit der Kirche stammen die Buntglasfenster und die vom aus Warburg stammenden Franz Dahme geschaffene Kirchenausstattung. So befindet sich auf dem Altar eine aus Sandstein gefertigte Retabel. Das von einem Kruzifix bekrönte Abendmahlsrelief wird von Heiligen flankiert. An der ebenfalls aus Sandstein bestehenden Kanzel findet sich ein Christus und die vier Evangelisten darstellendes Relief. In der Kirche steht außerdem eine Sandsteintaufe.
Älterer Entstehungszeit ist ein im Triumphbogen befindliches hölzernes Kruzifix aus der Zeit um 1700. Die Orgel der Kirche wurde von Julius Strobel aus Bad Frankenhausen im Jahr 1873 geschaffen. Im Jahr 1978 wurde sie durch den Mitteldeutschen Orgelbau A. Voigt aus Bad Liebenwerda restauriert. Orgelbauer Jörg Dutschke reinigte die Orgel 2001.

### Glocken

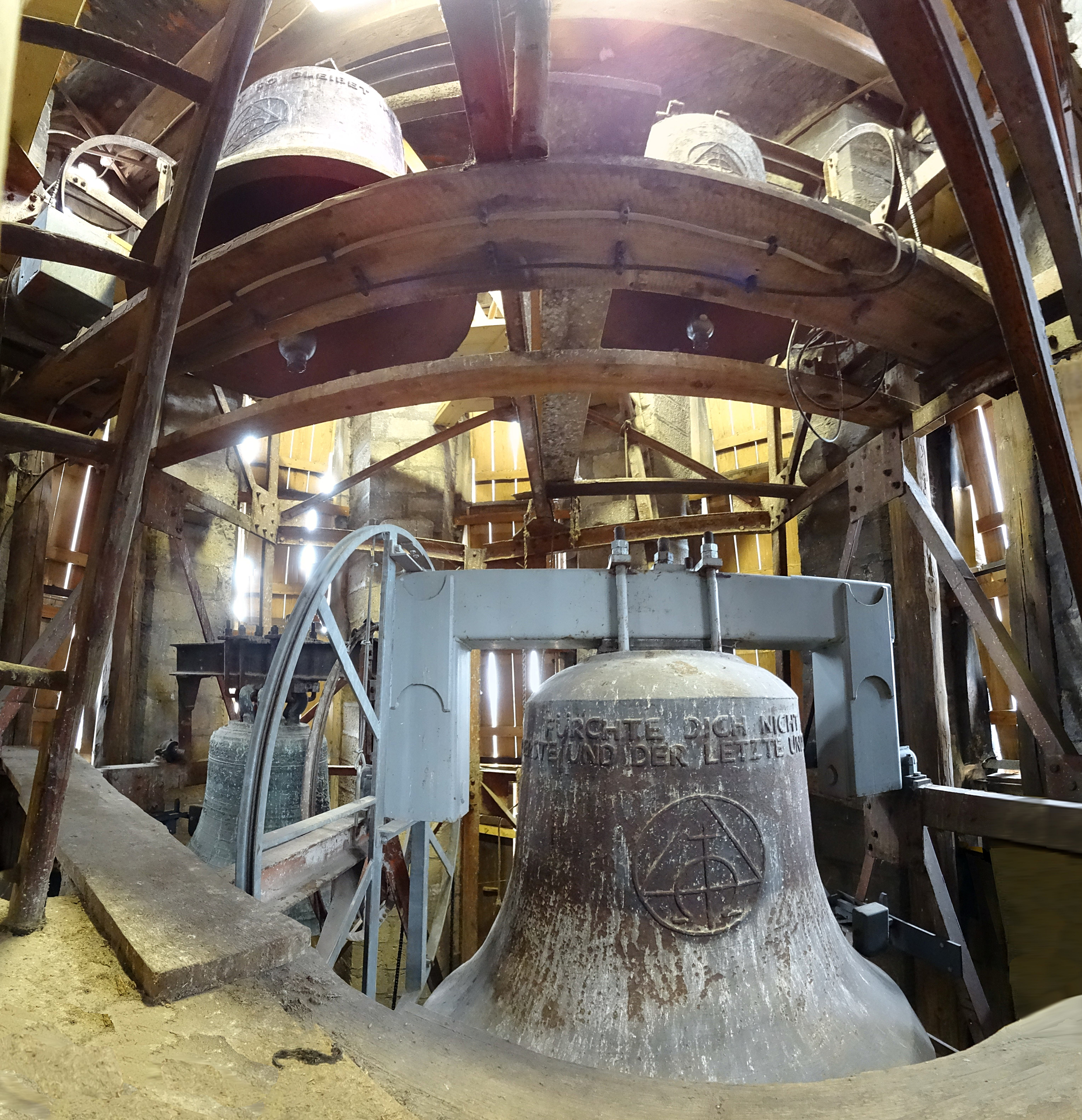
Glocken der Kirche, 2017

In der Kirche befinden sich vier Glocken. 1873, zu ihrer Einweihung, war sie zunächst mit drei Glocken ausgestattet, die vom Vorgängerbau stammten. Zwei dieser Glocken waren 1917 im Ersten Weltkrieg zu Rüstungszwecken eingeschmolzen worden. In der Kirche verblieb lediglich eine Glocke mit der Jahreszahl 1732. Im Jahr 1922 wurden, mit Unterstützung der Fürstenfamilie Stolberg-Roßla, zwei neue Glocken angeschafft, die allerdings während des Zweiten Weltkriegs wiederum abgegeben werden mussten. Die Glocken wurden dabei noch im Turm hängend zerschlagen und in Einzelteilen abtransportiert. Versuche nach Kriegsende eine gebrauchte Glocke zu erwerben scheiterten. Am 7. September 1959 wurden drei neue Glocken, als Symbol für die Dreifaltigkeit, bestellt. Sie wurden im Juli 1960 gegossen. Es entstand eine Sterbeglocke mit einem Gewicht von 1540 Kilogramm, eine Taufglocke mit 908 Kilogramm und eine Betglocke mit 428 Kilogramm. Die Glocken wurden am 29. Juni 1960 angeliefert und durch eine in den Kirchturm geschlagene Öffnung letztlich an ihren Platz gebracht. Der Glockenstuhl wurde aus Stahl neu gefertigt. Die Glockenweihe fand am 7. August 1960 statt. Die Kosten in Höhe von 20.000 Mark waren durch Spenden aufgebracht worden.